# Renocar
	RENOCAR, a.s. je český autorizovaný prodejce automobilů a motocyklů BMW, který se zároveň zabývá i jejich servisem. Dále poskytuje také prodej a servis vozů Mini. V roce 2023 se v ČR nacházely 4 autosalony: 2x Brno a 2x Praha. Součástí showroomu v Brně-Slatina je rovněž muzeum historických BMW, které patří mezi největší svého druhu v Evropě.

## Historie
V roce 1988 Miloš Vránek st. založil společně s několika kolegy z československého BMW klubu výrobní družstvo Renocar, jehož název odkazuje k renovaci aut, kterou se Miloš Vránek zabýval již od 70. let.[zdroj?] V roce 1990 vznikla společnosti Renocar s.r.o, kterou Miloš Vránek st. založil společně se synem Pavlem. Ještě v témže roce získala firma zastoupení pro pneumatiky značky Pirelli.
V roce 1991 se Renocar stal prvním oficiálním prodejcem a servisem značky BMW v Československu a o dva roky později otevřel showroomu v Brně-Slatině.
V roce 2005 společnost rozšířila svoji působnost a otevřela nový showroom a servis v Kongresovém centru na pražském Vyšehradě a roku 2008 se součástí brněnského showroomu se stává také autosalon automobilů Mini.[zdroj?]
V roce 2010 se Renocar stal autorizovaným prodejním a servisním partnerem motocyklů BMW Motorrad. Následující
rok předal Miloš Vránek st. řízení firmy svým synům a naplno se vrátil k renovacím veteránů BMW. Pavel Vránek byl jmenován generálním ředitelem a Miloš Vránek ml. se stal marketingovým ředitelem.
V roce 2013 byl zahájen provoz nového autosalonu v Čestlicích u Prahy.
Roku 2017 proběhla modernizace areálu v Brně-Slatině a bylo zřízeno nové prodejní a servisní centrum pro BMW, BMW Motorrad a Mini,
rovněž bylo otevřeno Muzeum BMW Brno. Další servisní centrum pro vozy BMW a Mini bylo otevřeno v Brně-České v roce 2021.

## Současnost
V roce 2023 byl Renocar největším prodejcem BMW/Mini v České republice. Společnost zaměstnávala 240 zaměstnanců a její roční obrat byl zhruba 3,6 miliardy korun. Renocar prodal za rok přibližně 1400 vozidel značky BMW, 250 vozidel značky Mini a 250 motocyklů BMW Motorrad. Generálním ředitelem společnosti je od roku 2019 Peter Bittó.
Součástí areálu Renocar v Brně-Slatině je od roku 2017 také samostatný showroom BMW M. V letech 2021-2022 dodala společnost přibližně 200 motocyklů BMW Motorrad Policii České republiky pro doplnění vozového parku dopravní policie. V roce 2023 se Renocar v oblasti historických vozů zaměřil na trh s youngtimery, a to nejen v ČR,  Rakousku, Bavorsku, ale i v Sasku.

## Muzeum BMW
Součástí showroomu v Brně-Slatině je od roku 2017 také Muzeum BMW, které prezentuje historicky významnou a cennou sbírku veteránů rodiny Vránků, která je zároveň největší soukromou sbírkou vozů BMW ve střední Evropě.
Miloš Vránek st. začal tyto veterány sbírat již v 80. letech 20. století a v roce 2023 v  muzeu vystavoval více než 30 různých předválečných a poválečných automobilů BMW, přičemž postupně přibývají další vozy. Každý z vystavených modelů má svůj vlastní příběh, se kterým se návštěvníci blíže seznámí prostřednictvím doprovodných informačních tabulí a dobových fotografií. Muzeum je otevřeno každý den mimo soboty a neděle, od 8:00 do 17:00 hodin a jeho prohlídka je bezplatná.